# Jharal
Hemitragus jemlahicus
Pour les articles homonymes, voir Himalaya (homonymie).
Espèce
Synonymes
- Capra jemlahica, Hamilton Smith, 1826

Statut de conservation UICN

 NT  : Quasi menacé
Répartition géographique
Le jharal (Hemitragus jemlahicus) ou tahr de l'Himalaya est un mammifère de la famille des Bovidés est un caprin de l'Himalaya. Le jharal a une sous-espèce le Jharal du Népal.

## Description
Le tahr de l'Himalaya est recouvert de longs poils sur toute la surface du corps (hors la face). Les cornes incurvées vers l'arrière puis l'intérieur, sont peu spiralées. La robe est rousse ou brunâtre.
Il monte au printemps vers les sommets jusqu'à 5000 m d'altitude et redescend en automne vers 2500 m. Il  se nourrit principalement d'herbe et parfois de fruits.

## Distribution

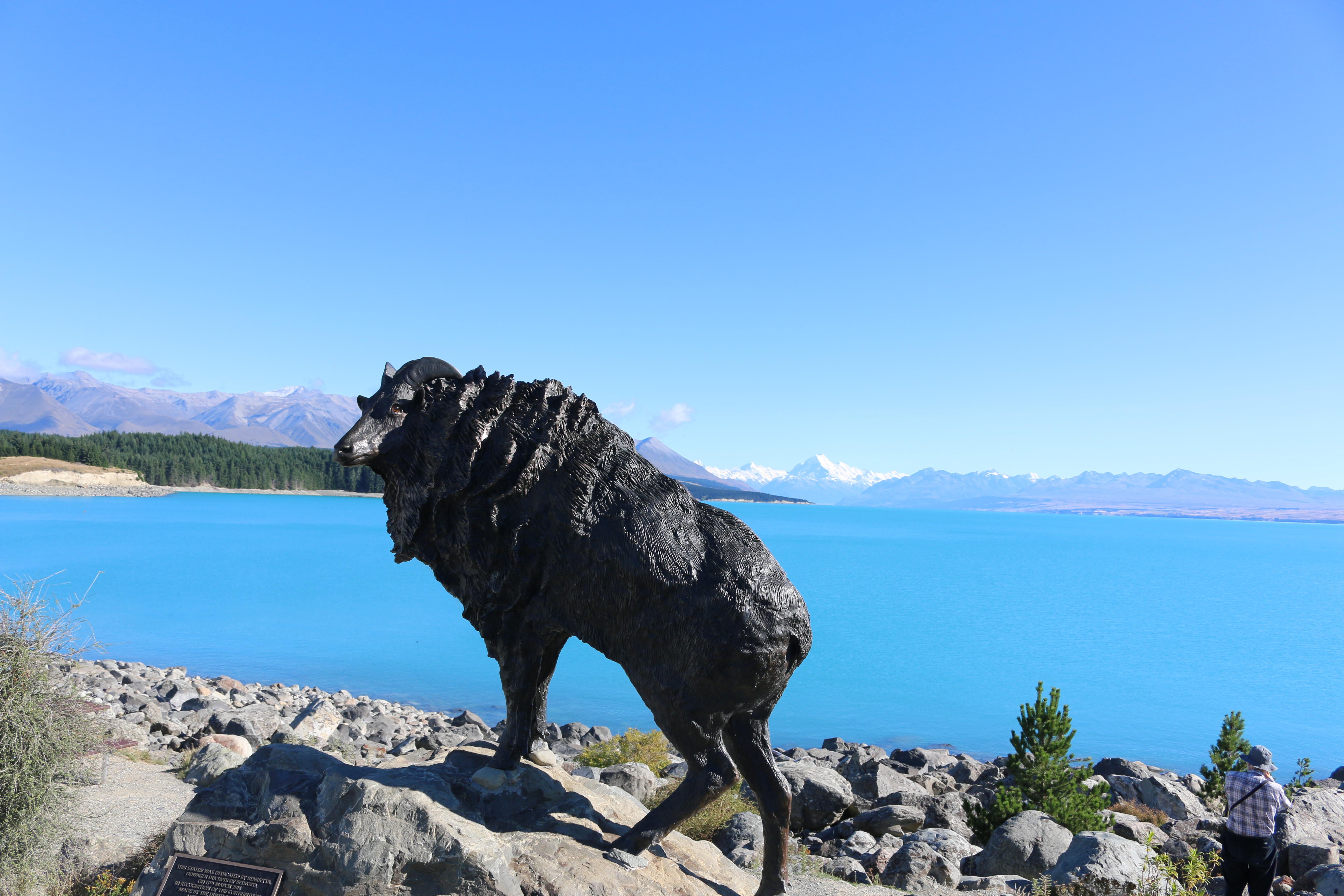
Statue du Jharal, au bord du lac Pukaki.

Le jharal est originaire de l'Himalaya, avec une sous-espèce au Népal. Des populations de jharals ont été implantés en Afrique du Sud et en Nouvelle-Zélande, où l'espèce a été introduite en 1904. Une statue en bronze grandeur nature d'un Jharal est dressée sur un rocher, sur la rive sud du lac Pukaki, près du centre d'accueil des visiteurs.

## Position phylogénétique
|         | (…) |
|         | |
|         | \| Ovina \| Nilgiritragus, Ovis… \| \| \| Nilgiritragus, Ovis… \| \| Caprina \| Pseudois, Hemitragus, Capra… \| \| \| Pseudois, Hemitragus, Capra… \| |
|         | |
| Ovina   | Nilgiritragus, Ovis… |
|         | Nilgiritragus, Ovis… |
| Caprina | Pseudois, Hemitragus, Capra… |
|         | Pseudois, Hemitragus, Capra… |

| Ovina   | Nilgiritragus, Ovis…         |
|         | Nilgiritragus, Ovis…         |
| Caprina | Pseudois, Hemitragus, Capra… |
|         | Pseudois, Hemitragus, Capra… |

|         | (…) |
|         | |
|         | \| Ovina \| Nilgiritragus, Ovis… \| \| \| Nilgiritragus, Ovis… \| \| Caprina \| Pseudois, Hemitragus, Capra… \| \| \| Pseudois, Hemitragus, Capra… \| |
|         | |
| Ovina   | Nilgiritragus, Ovis… |
|         | Nilgiritragus, Ovis… |
| Caprina | Pseudois, Hemitragus, Capra… |
|         | Pseudois, Hemitragus, Capra… |

| Ovina   | Nilgiritragus, Ovis…         |
|         | Nilgiritragus, Ovis…         |
| Caprina | Pseudois, Hemitragus, Capra… |
|         | Pseudois, Hemitragus, Capra… |

|         | (…) |
|         | |
|         | \| Ovina \| Nilgiritragus, Ovis… \| \| \| Nilgiritragus, Ovis… \| \| Caprina \| Pseudois, Hemitragus, Capra… \| \| \| Pseudois, Hemitragus, Capra… \| |
|         | |
| Ovina   | Nilgiritragus, Ovis… |
|         | Nilgiritragus, Ovis… |
| Caprina | Pseudois, Hemitragus, Capra… |
|         | Pseudois, Hemitragus, Capra… |

| Ovina   | Nilgiritragus, Ovis…         |
|         | Nilgiritragus, Ovis…         |
| Caprina | Pseudois, Hemitragus, Capra… |
|         | Pseudois, Hemitragus, Capra… |

|         | (…) |
|         | |
|         | \| Ovina \| Nilgiritragus, Ovis… \| \| \| Nilgiritragus, Ovis… \| \| Caprina \| Pseudois, Hemitragus, Capra… \| \| \| Pseudois, Hemitragus, Capra… \| |
|         | |
| Ovina   | Nilgiritragus, Ovis… |
|         | Nilgiritragus, Ovis… |
| Caprina | Pseudois, Hemitragus, Capra… |
|         | Pseudois, Hemitragus, Capra… |

| Ovina   | Nilgiritragus, Ovis…         |
|         | Nilgiritragus, Ovis…         |
| Caprina | Pseudois, Hemitragus, Capra… |
|         | Pseudois, Hemitragus, Capra… |

N.B. les positions phylogénétiques d'Ammotragus, Arabitragus, Oreamnos ou Rupicapra restent incertaines.

## Culture

### Informatique
- Le nom de code de la version 14.04 du système d'exploitation libre Ubuntu est « Trusty Tahr », en français « tahr loyal ».